# Pavao Jušić
Pavao Jušić (Pleternica, 6. srpnja 1886. – Zagreb 11. svibnja 1972.) - hrvatski arhitekt i inženjer 

## Obrazovanje
Pavao Jušić, četvrto od dvanaestero djece u obitelji Jušić, osnovnu školu završio je u Pleternici. Kasnije odlazi u Zagreb, gdje završava gimnaziju, a potom se upisuje na Visoku tehničku školu u Pragu. Studij završava 1913. godine.

## Karijera
Po povratku u Hrvatsku zapošljava se u gradskom poglavarstvu u Zagrebu, gdje projektira ubožnice, građanske škole, a sudjeluje i u proširenju arkada na groblju Mirogoj. Nakon sudjelovanja u Prvom svjetskom ratu, predaje na Srednjim tehničkim školama u Zagrebu. Kasnije obavlja dužnost povremenog predavača na Poljoprivredno-šumarskom i Tehničkom fakultetu u Zagrebu. Pokopan je na Mirogoju.

## Vanjske poveznice
- Jušić, Pavao Hrvatska tehnička enciklopedija, portal hrvatske tehničke baštine. LZMK